# Nikołaj Dybienko
Nikołaj Kiriłłowicz Dybienko (ros. Николай Кириллович Дыбенко, ur. 21 października 1928, zm. 19 czerwca 2002) – radziecki działacz partyjny i dyplomata.

## Życiorys
Od 1951 w WKP(b), w 1952 ukończył Syberyjski Instytut metalurgiczny, w latach 1952-1955 był inżynierem i zastępcą szefa odlewni w Rybińsku i Nowosybirsku. Od 1955 funkcjonariusz partyjny, między 1957 a 1958 II sekretarz, a w latach 1959-1962 I sekretarz Oktiabrskiego Komitetu Rejonowego KPZR w Nowosybirsku, od 1962 do stycznia 1963 kierownik wydziału Komitetu Obwodowego KPZR w Nowosybirsku. Od 17 stycznia 1963 do 22 grudnia 1964 II sekretarz Komitetu Obwodowego KPZR w Nowosybirsku, od grudnia 1964 do 1966 I sekretarz Komitetu Miejskiego KPZR w Nowosybirsku, w latach 1966-1973 sekretarz Komitetu Obwodowego KPZR w Nowosybirsku, następnie pracownik KC KPZR. W 1968 zaocznie ukończył Wyższą Szkołę Partyjną przy KC KPZR, w 1978 został doktorem nauk ekonomicznych, od 11 grudnia 1978 do 17 września 1986 był II sekretarzem KC KPL i członkiem Biura KC KPL, od 3 marca 1981 do 2 lipca 1990 zastępca członka KC KPZR. Od 1 września 1986 do 1991 ambasador nadzwyczajny i pełnomocny ZSRR w Mozambiku, następnie na emeryturze. Deputowany do Rady Najwyższej ZSRR X i XI kadencji. Pochowany na Cmentarzu Trojekurowskim.